# Eugène Georges Jacques Beuret
Pour les articles homonymes, voir Beuret.
Eugène Georges Jacques Beuret, est un militaire de carrière ayant participé à la guerre de Crimée, comme son cousin le général Georges Beuret. 

## Biographie
Son père et sa mère ne se marient que deux ans après sa naissance. Il a un frère ainé né vers 1803. Il épouse Fanny Rosalba Letort (15 mars 1815 - 3 février 1875), fille du général comte d'Empire Louis-Michel Letort de Lorville le 27 décembre 1832 à Paris. De cette union naîtront deux filles :
- Pauline Victorine Berthe (1833-1918), mariée le 8 septembre 1855 à Jean Lombard de Quincieux, avec qui elle aura neuf enfants.
- Sarah, mariée le 11 mai 1861 avec Victor Antoine Joseph Chalanqui, officier, qui a demandé le 20 juin 1869 à ajouter à son nom celui de Beuret. Leur fils unique, Louis Michel Victor Chalanqui-Beuret, lieutenant au 20e chasseur, marié en avril 1897 à Mlle Cuignet (de Sheldon).

Il meurt à Paris en activité de service le 9 octobre 1868,.

### Carrière
- 1826 (promotion) : École polytechnique, puis entre à l'École d'application d'artillerie de Metz[2].
- 13 janvier 1831 : en sort sous-lieutenant d'artillerie
- 1835 : nommé capitaine, il est jugé apte à commander les forges de la Nièvre.
- 31 décembre 1839 : détaché au ministère de la Guerre.
- Mars 1841 : Armée d'Afrique
- 17 septembre 1842 : chef d'escadron au ministère de la Guerre.
- 9 décembre 1847 : nommé lieutenant-colonel.
- 1852 : directeur d'artillerie à Douai.
- 1er janvier 1854 : L'empereur le nomme général de brigade.
- Commandant de l'artillerie de la 5e division à Metz.
- 10 janvier 1855 : Il participe à la guerre de Crimée comme commandant de l'artillerie du 1er corps de l'armée d'Orient sous les ordres de Pierre Joseph François Bosquet. Ce sont ses artilleurs qui se distinguent à l'escalade des falaises lors de la bataille de l'Alma.
- 31 mai 1856 : après la guerre de Crimée, il est membre du Comité d'artillerie.
- 25 mars 1857 : commandant de l'artillerie de la 1re division militaire à Vincennes.
- 25 décembre 1858 : Général de division.
- 19 avril 1860 : directeur du service des poudres et salpêtres.
- De 1860 à 1868 : inspecteur général d'artillerie.

## Décoration
- 30 décembre 1863 : Grand officier de le Légion d'Honneur.